# Qual É o Seu Talento?
Qual É o Seu Talento? (abreviado pela sigla QST?) foi um programa de televisão brasileiro produzido e exibido pelo SBT de 5 de agosto de 2009 a 9 de janeiro de 2012 baseado num antigo programa de Silvio Santos, o Show de Calouros. O programa era no formato de talent show, com direção de Ricardo Mantovanelli e apresentado por André Vasco. A primeira temporada do programa teve 18 edições, e o grande vencedor que foi o grupo D-Efeitos ganhou R$ 100.000 (cem mil reais). A segunda temporada deu início em 6 de janeiro de 2010 com prêmio de R$ 200.000 (duzentos mil reais) para o vencedor, enquanto a terceira temporada estreou em 23 de junho de 2010 passando a contar com reportagens nos bastidores de Laura Fontana conhecida como Mini Lady Gaga. O programa acabou na 4ª temporada, no início de 2012, com o mesmo valor em prêmio.

## Sinopse
Qual É o Seu Talento? reunia artistas que ainda não tinham a oportunidade de mostrar todo seu potencial para o Brasil. São pessoas com alguma habilidade artística, que não são conhecidas. Uma oportunidade que faltava para quem quer sair do anonimato e arrasar nas telinhas.
Valia todo tipo de manifestação artística, desde artes circenses, dança, canto e todos os tipos de performances. O que importa mesmo é cativar os quatro jurados.

## Apresentador
- André Vasco

## Jurados
- Thomas Roth
- Carlos Eduardo Miranda
- Cyz
- Arnaldo Saccomani

## 1ª temporada (2009)
A 1ª temporada estreou no dia 5 de agosto de 2009 e terminou em 16 de dezembro de 2009. Foram 14 eliminatórias, cinco semifinais e um final dando o total de 20 edições.

### Eliminatórias
Foram 14 eliminatórias em um critério, se o participante levar 4 pontuações verdes ele vai para a semifinal mas, se levar um voto vermelho ou mais, o participante é eliminado.

### Semifinais
Foram cinco semifinais, cada uma com nove participantes. Os jurados continuam votando no mesmo critério: se o participante levar um ou mais votos vermelhos será automaticamente eliminado, mas se levar todos os votos verdes ele irá voltar no fim do programa para os jurados deciderem quem vai para a final.
| Legenda | :( Não Aprovou | :) Aprovou | Classificado para a Final |

#### Semifinal 1
Aconteceu em 11 de novembro.
| Ordem | Artista             | Ato                  | Voto dos jurados | Voto dos jurados | Voto dos jurados | Voto dos jurados |
| Ordem | Artista             | Ato                  | Thomas           | Arnaldo          | Miranda          | Cyz              |
| ----- | ------------------- | -------------------- | ---------------- | ---------------- | ---------------- | ---------------- |
| 1     | Leonard             | Cantor               | :)               | :(               | :(               | :)               |
| 2     | DR/CIA              | Street Dance         | :)               | :)               | :)               | :)               |
| 3     | Thiago Ribeiro      | Equilibrista         | :)               | :(               | :(               | :)               |
| 4     | Fábio Stevancovich  | Adestrador           | :)               | :(               | :)               | :)               |
| 5     | Edu Porto           | Cantor               | :)               | :)               | :)               | :)               |
| 6     | Objetivo Cosmopolis | Ginástica Acrobática | :)               | :(               | :(               | :)               |
| 7     | Milena O'haio       | Humorista            | :(               | :(               | :)               | :)               |
| 8     | Paula Eduarda       | Cantora Lírica       | :)               | :)               | :)               | :)               |
| 9     | Jennifer Baeta      | Acrobata             | :)               | :)               | :)               | :)               |

#### Semifinal 2
Aconteceu em 18 de novembro.
| Ordem | Artista               | Ato                  | Voto dos jurados | Voto dos jurados | Voto dos jurados | Voto dos jurados |
| Ordem | Artista               | Ato                  | Thomas           | Arnaldo          | Miranda          | Cyz              |
| ----- | --------------------- | -------------------- | ---------------- | ---------------- | ---------------- | ---------------- |
| 1     | Coral Kadmiel         | Coral Gospel         | :)               | :)               | :)               | :)               |
| 2     | Vitoría Hideko        | Cantora Mirim        | :)               | :)               | :)               | :)               |
| 3     | Black Steve e Richard | Dançarinos de Soul   | :(               | :)               | :)               | :)               |
| 4     | Millennium            | Street Dance         | :)               | :(               | :)               | :)               |
| 5     | Cyrackz               | Pintura Artística    | :)               | :)               | :(               | :(               |
| 6     | CIA Tribo             | Dança Afro           | :)               | :(               | :(               | :)               |
| 7     | Arêliania Figueredo   | Cantora de Sertanejo | :(               | :)               | :)               | :(               |
| 8     | Tsunami All-Stars     | B.Boys               | :)               | :)               | :)               | :)               |
| 9     | Família Velasques     | Artistas Circenses   | :)               | :(               | :(               | :)               |

#### Semifinal 3
Aconteceu em 25 de novembro.
| Ordem | Artista                    | Ato                | Voto dos jurados | Voto dos jurados | Voto dos jurados | Voto dos jurados |
| Ordem | Artista                    | Ato                | Thomas           | Arnaldo          | Miranda          | Cyz              |
| ----- | -------------------------- | ------------------ | ---------------- | ---------------- | ---------------- | ---------------- |
| 1     | Shinkyo Daiko              | Percussionistas    | :(               | :)               | :)               | :)               |
| 2     | Brenda Krateyl             | Equilibrista       | :)               | :)               | :)               | :)               |
| 3     | Cybernetikos Soul Street's | Street Dance       | :(               | :(               | :)               | :)               |
| 4     | Márcio Sena                | Cantor Lírico      | :)               | :)               | :)               | :)               |
| 5     | João Paulo                 | Dançarino Mirim    | :)               | :(               | :)               | :)               |
| 6     | Scheila's Ballet           | Sapateado Irlândes | :(               | :)               | :)               | :)               |
| 7     | Mágico Renner              | Mágica             | :)               | :)               | :)               | :)               |
| 8     | Marjorie Blaitt            | Cantora Mirim      | :(               | :(               | :)               | :)               |
| 9     | Los Branda                 | Artistas Circenses | :)               | :)               | :)               | :)               |

#### Semifinal 4
Aconteceu em 2 de dezembro.

O grupo D-Efeitos foi o único dos nove atos que se apresentaram na noite a receber a unanimidade de votos dos jurados, por isso não houve escolha dos mais votados no fim do programa.
| Ordem | Artista                  | Ato                     | Voto dos jurados | Voto dos jurados | Voto dos jurados | Voto dos jurados |
| Ordem | Artista                  | Ato                     | Thomas           | Arnaldo          | Miranda          | Cyz              |
| ----- | ------------------------ | ----------------------- | ---------------- | ---------------- | ---------------- | ---------------- |
| 1     | Yddi e Otta              | Palhaços                | :)               | :(               | :)               | :)               |
| 2     | Rafael Antonio           | Atleta Paráolimpico     | :)               | :(               | :(               | :)               |
| 3     | Caio Gião Bárrios        | Baterista Mirim         | :)               | :(               | :)               | :)               |
| 4     | Orquestra de Sinos UNASP | Instrumentistas         | :)               | :(               | :)               | :(               |
| 5     | Hip-Hop X-Style          | Dançarinos Mirins       | :(               | :(               | :)               | :)               |
| 6     | André Luis               | Corda Indiana           | :)               | :(               | :(               | :)               |
| 7     | D-Efeitos                | Animation               | :)               | :)               | :)               | :)               |
| 8     | Glauco Lima              | Adestramento de Animais | :)               | :(               | :(               | :)               |
| 9     | Junior Cesar             | Contorcionismo          | :(               | :)               | :)               | :)               |

#### Semifinal 5
Aconteceu em 9 de dezembro.
| Ordem | Artista                 | Ato              | Voto dos jurados | Voto dos jurados | Voto dos jurados | Voto dos jurados |
| Ordem | Artista                 | Ato              | Thomas           | Arnaldo          | Miranda          | Cyz              |
| ----- | ----------------------- | ---------------- | ---------------- | ---------------- | ---------------- | ---------------- |
| 1     | Thalissa Stevanovich    | Artista Circense | :)               | :)               | :)               | :)               |
| 2     | Akróbatus               | Acrobatas        | :)               | :)               | :)               | :)               |
| 3     | Nelsinho e Mixuruca     | Instrumentistas  | :(               | :(               | :)               | :)               |
| 4     | Danilo Borges           | Dançarino Mirim  | :)               | :)               | :(               | :)               |
| 5     | André e Bisteca Barreto | Adestrador       | :(               | :(               | :)               | :)               |
| 6     | Igor Rocha              | Malabarista      | :(               | :(               | :(               | :(               |
| 7     | Dupla Tempo             | Acrobatas        | :)               | :)               | :)               | :)               |
| 8     | Rodrigo Azeredo         | Arte na Areia    | :)               | :)               | :)               | :)               |
| 9     | Super Maluco            | Artista de Rua   | :)               | :)               | :)               | :)               |

### Repescagem
- DR/CIA
- Jennifer Baeta
- Coral Kadmiel
- Vitória Hideko
- Brenda Krateyl
- Márcio Sena
- Los Branda
- Thalissa Stevanovich
- Akróbatus
- Dupla Tempo
- Rodrigo Azeredo

### Final
Aconteceu em 16 de dezembro.
| Ordem | Artista           | Ato            | Voto dos Jurados | Voto dos Jurados | Voto dos Jurados | Voto dos Jurados |
| Ordem | Artista           | Ato            | Thomas           | Arnaldo          | Miranda          | Cyz              |
| ----- | ----------------- | -------------- | ---------------- | ---------------- | ---------------- | ---------------- |
| 1     | Márcio Sena       | Cantor Lírico  | :(               | :)               | :)               | :)               |
| 2     | Tsunami All-Stars | B.Boys         | :)               | :(               | :)               | :)               |
| 3     | Super Maluco      | Artista de Rua | :)               | :)               | :)               | :(               |
| 4     | Edu Porto         | Cantor         | :)               | :)               | :(               | :)               |
| 5     | D-Efeitos         | Animation      | :)               | :)               | :)               | :)               |
| 6     | Mágico Renner     | Mágica         | :)               | :)               | :)               | :)               |

## 2ª temporada
A 2ª temporada estreou em 6 de janeiro de 2010.

### Semifinais
| Legenda | :( Não Aprovou | :) Aprovou | Classificado para a Final |

#### Semifinal 1
Aconteceu em 13 de maio de 2010.Tema : Circo
| Ordem | Artista             | Ato                  | Voto dos Jurados | Voto dos Jurados | Voto dos Jurados | Voto dos Jurados |
| Ordem | Artista             | Ato                  | Thomas           | Arnaldo          | Miranda          | Cyz              |
| ----- | ------------------- | -------------------- | ---------------- | ---------------- | ---------------- | ---------------- |
| 1     | Raoni e Paula       | Acrobacia aérea      | :)               | :)               | :)               | :)               |
| 2     | Guaru ESD           | Ginástica acrobática | :)               | :)               | :)               | :)               |
| 3     | Luli e Tuli         | Tecido marinho       | :(               | :)               | :)               | :(               |
| 4     | Os profiçççionais   | Acrobatas            | :(               | :(               | :)               | :)               |
| 5     | Objetivo Cosmópolis | Ginastas             | :)               | :)               | :)               | :)               |
| 6     | Toni e Luana        | Trapezistas          | :)               | :)               | :(               | :(               |
| 7     | Getúlio e Fernanda  | Equilíbrio e força   | :)               | :)               | :)               | :)               |
| 8     | Alex Machado        | Acrobata             | :)               | :)               | :(               | :)               |

#### Semifinal 2
Aconteceu em 20 de maio de 2010.Tema: Dança
| Ordem | Artista          | Ato               | Voto dos Jurados | Voto dos Jurados | Voto dos Jurados | Voto dos Jurados |
| Ordem | Artista          | Ato               | Thomas           | Arnaldo          | Miranda          | Cyz              |
| ----- | ---------------- | ----------------- | ---------------- | ---------------- | ---------------- | ---------------- |
| 1     | Wazimu           | Dança urbana      | :)               | :(               | :)               | :)               |
| 2     | Cléber e Bárbara | Patinação         | :)               | :(               | :)               | :)               |
| 3     | Sonidos          | Sapateado         | :)               | :(               | :)               | :(               |
| 4     | Mr.Jeff          | Locking           | :)               | :)               | :)               | :)               |
| 5     | Troupe Tangará   | Tango Acrobático  | :)               | :)               | :)               | :)               |
| 6     | Thaís Carla      | Street Dance      | :(               | :(               | :)               | :)               |
| 7     | Kagura do Brasil | Teatro Shintoísta | :(               | :)               | :)               | :)               |
| 8     | Luana e Valdeck  | Forró Acrobático  | :)               | :)               | :)               | :)               |

#### Semifinal 3
Aconteceu em 27 de maio de 2010.Tema: Música
| Ordem | Artista        | Ato           | Voto dos Jurados | Voto dos Jurados | Voto dos Jurados | Voto dos Jurados |
| Ordem | Artista        | Ato           | Thomas           | Arnaldo          | Miranda          | Cyz              |
| ----- | -------------- | ------------- | ---------------- | ---------------- | ---------------- | ---------------- |
| 1     | Tcha-Dégga-Dáa | Percussão     | :)               | :)               | :(               | :)               |
| 2     | Mardoqueu      | Tenor         | :)               | :(               | :)               | :)               |
| 3     | Twila          | Cantora       | :)               | :)               | :)               | :)               |
| 4     | Jean William   | Cantor        | :)               | :)               | :)               | :)               |
| 5     | MC Gordão      | Funk          | :(               | :)               | :)               | :)               |
| 6     | Dannilu        | Cantor Lírico | :)               | :)               | :)               | :)               |
| 7     | ADT            | Percussão     | :)               | :)               | :(               | :)               |

#### Semifinal 4
Aconteceu em 3 de junho de 2010.Tema: Street Dance
| Ordem | Artista                       | Ato          | Voto dos Jurados | Voto dos Jurados | Voto dos Jurados | Voto dos Jurados |
| Ordem | Artista                       | Ato          | Thomas           | Arnaldo          | Miranda          | Cyz              |
| ----- | ----------------------------- | ------------ | ---------------- | ---------------- | ---------------- | ---------------- |
| 1     | Enigma of Charme              | Hip Hop      | :)               | :)               | :)               | :)               |
| 2     | Kurupira                      | Popping      | :(               | :)               | :)               | :)               |
| 3     | Street Boys                   | Hip Hop      | :)               | :(               | :)               | :)               |
| 4     | Old School                    | Hip Hop      | :)               | :)               | :)               | :)               |
| 5     | Chemical Funk                 | Locking      | :)               | :)               | :)               | :)               |
| 6     | Remiwl                        | Street Dance | :(               | :)               | :)               | :)               |
| 7     | CIA de dança de Riberão Preto | Street Dance | :)               | :)               | :)               | :)               |

#### Semifinal 5
Aconteceu em 5 de junho de 2010.Tema: Variedades
| Ordem | Artista            | Ato            | Voto dos Jurados | Voto dos Jurados | Voto dos Jurados | Voto dos Jurados |
| Ordem | Artista            | Ato            | Thomas           | Arnaldo          | Miranda          | Cyz              |
| ----- | ------------------ | -------------- | ---------------- | ---------------- | ---------------- | ---------------- |
| 1     | Toninho e Rica     | Adestrador     | :)               | :)               | :)               | :)               |
| 2     | Yddi e Otinha      | Palhaços       | :)               | :)               | :)               | :)               |
| 3     | Rafael Cinoto      | Cubo Mágico    | :(               | :)               | :)               | :)               |
| 4     | Cosplay            | Cosplayers     | :)               | :)               | :)               | :)               |
| 5     | Washington Santana | Adestrador     | :)               | :(               | :(               | :)               |
| 6     | Homem Borracha     | Contorcionista | :)               | :)               | :)               | :)               |
| 7     | Rafael Titonelly   | Mágico         | :)               | :)               | :)               | :)               |

#### Semifinal 6
Aconteceu em 12 de junho de 2010.Tema:Crianças.Neste dia os jurados ficaram em dúvida entre as candidatas Júlia Gomes e Laura Fontana,decidindo portanto,levar as duas para a final,não realizando repescagem.
| Ordem | Artista        | Ato                 | Voto dos Jurados | Voto dos Jurados | Voto dos Jurados | Voto dos Jurados |
| Ordem | Artista        | Ato                 | Thomas           | Arnaldo          | Miranda          | Cyz              |
| ----- | -------------- | ------------------- | ---------------- | ---------------- | ---------------- | ---------------- |
| 1     | Mc Denguinho   | Funkeira            | :)               | :(               | :)               | :)               |
| 2     | Pedro Henrique | Cantor Sertanejo    | :(               | :)               | :)               | :)               |
| 3     | Polly Angel    | Cantora Mirim       | :(               | :(               | :)               | :)               |
| 4     | Falcão Batera  | Baterista           | :)               | :)               | :)               | :)               |
| 5     | MC Cauan       | Rapper              | :)               | :)               | :)               | :)               |
| 6     | Júlia Gomes    | Cantora             | :)               | :)               | :)               | :)               |
| 7     | Davi           | Dançarino Mirim     | :)               | :)               | :)               | :)               |
| 8     | Laura Fontana  | Cantora e dançarina | :)               | :)               | :)               | :)               |

### Final
Aconteceu em 19 de junho de 2010.
| Ordem | Artista                              | Ato                  | Voto dos Jurados | Voto dos Jurados | Voto dos Jurados | Voto dos Jurados |
| Ordem | Artista                              | Ato                  | Thomas           | Arnaldo          | Miranda          | Cyz              |
| ----- | ------------------------------------ | -------------------- | ---------------- | ---------------- | ---------------- | ---------------- |
| 1     | Toninho e Rica                       | Adestrador           | :(               | :)               | :)               | :)               |
| 2     | Guaru ESD                            | Ginástica Acrobática | :)               | :)               | :)               | :)               |
| 3     | Júlia Gomes                          | Cantora              | :)               | :)               | :)               | :)               |
| 4     | Troupe Tangará                       | Tango Acrobático     | :)               | :)               | :)               | :(               |
| 5     | Dannilu                              | Cantor Lírico        | :)               | :)               | :)               | :)               |
| 6     | CIA de dança de rua de Riberão Preto | Street Dance         | :)               | :(               | :)               | :)               |
| 7     | Laura Fontana                        | Cantora e dançarina  | :)               | :)               | :(               | :)               |

## Acusações de plágio
No dia 12 de julho de 2011, foi informado que a juíza Sinara Palhares, da 7ª Vara Cível da Comarca de Osasco, proibiu o SBT de produzir a 5ª temporada do programa em diante. A emissora é acusada pela produtora FremantleMedia de plagiar o reality show Britain's Got Talent, programa este o qual o SBT não tem os direitos de exibição no Brasil, que são da Rede Record. De acordo com a assessoria de imprensa do SBT, o impedimento judicial recai sobre a produção de novas temporadas do programa. A 4ª temporada já estava toda gravada e foi exibida até o dia 9 de janeiro de 2012. Após perder na justiça os direitos de exibição, o programa será substituído pelo programa Astros, já exibido pelo SBT.